# Torre de la Vela (Granada)
La torre de la Vela o torre de Giafar es una construcción defensiva de la Alhambra de la ciudad española de Granada.

## Descripción
La torre, de carácter defensivo, se construyó en el siglo XIII por orden de Muhámmad I y fue una de las primeras del conjunto de la Alhambra. Aparece descrita en el Estudio descriptivo de los monumentos árabes de Granada, Sevilla y Córdoba (1885) de Rafael Contreras y Muñoz con las siguientes palabras:

[...] la de la Vela, llamada de Giafar, que ya tenía una campana en tiempos árabes, según contaban los moriscos de la insurrección, diciendo que su sonido les preludiaba grandes desastres. Parece que los Reyes Católicos mandaron colocar una campana en ella para señalar las horas de recogimiento durante la noche, á lo cual podemos añadir que en 1569 se hizo una para esta torre por un tal Juan Vélez, que fundió los argollones del palacio del emperador, y que en 1595 se vació otra con el metal de la anterior, hasta que por último, en 1773 se hizo la que hoy existe para anunciar á los labradores de las cercanías las horas de los riegos. Esta torre fué el verdadero vigía de los árabes, y en ella se tremoló por primera vez el pendón castellano el 2 de Enero de 1492 á las tres de la tarde, cuya ceremonia se repitió luego durante mucho tiempo en el mismo sitio.
(Contreras y Muñoz, 1885, pp. 188-189)